# 金神

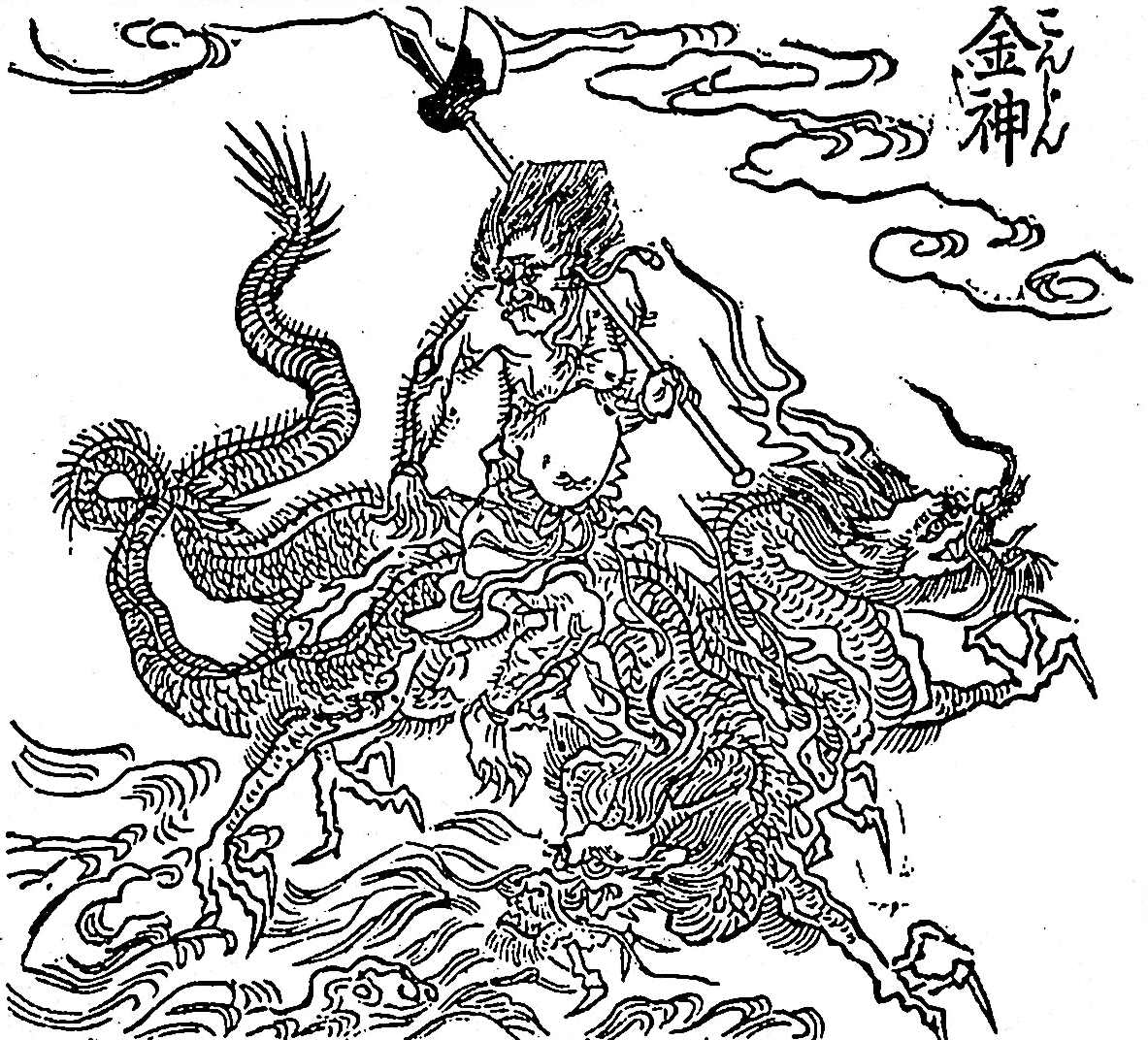
金神
（安部晴明簠簋内傳圖解）

金神（こんじん）とは方位神の1つである。『簠簋〔ホキ〕内伝』に記述がある。
金神の在する方位に対してはあらゆることが凶とされ、特に土を動かしたり造作・修理・移転・旅行などが忌まれる。この方位を犯すと家族7人に死が及び、家族が7人いない時は隣の家の者まで殺される（これを七殺（ななさつ）という）と言われて恐れられた。
金神の中でも、「うしとらの金神」は「久遠国」という夜叉国の王である巨旦大王の精魂とされる。巨旦大王の眷属の精魂も（普通の）金神と呼ばれる凶神となっている。
またその精魂の抜けた屍は牛頭天王によって5つに引き裂かれ、五節句に合わせて祭った（巨旦調伏の祭礼）。
すなわち、
- 1月1日----紅白の鏡餅（巨旦の骨肉）
- 3月3日----蓬の草餅（巨旦の皮膚）
- 5月5日----菖蒲のちまき（巨旦の髭と髪）
- 7月7日----小麦の素麺（巨旦の筋）
- 9月9日----黄菊の酒（巨旦の血）

である。

## 金神の巡行

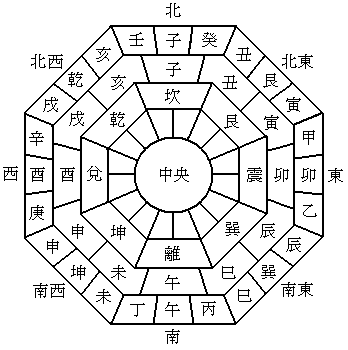
方位

金神の在する方位は、その年の十干によって変わる。
- 甲・己の年：午・未・申・酉
- 乙・庚の年：辰・巳
- 丙・辛の年：子・丑・寅・卯・午・未
- 丁・壬の年：寅・卯・戌・亥
- 戊・癸の年：子・丑・申・酉

## 金神の遊行・間日
金神は以下のように遊行する。すなわち、これらの期間においては金神が遊行した方角以外は犯しても構わない。これは、金神の在する方位が1年間も塞がったままでは都合が悪いために設けられたものである。
|                            | 遊行の期間                  | 遊行する方位     |
| -------------------------- | --------------------------- | ---------------- |
| 通年                       | 甲寅（51番目）の日から5日間 | 午の方へ         |
| 通年                       | 丙寅（3番目）の日から5日間  | 酉の方へ         |
| 通年                       | 戊寅（15番目）の日から5日間 | 中央（家の中）へ |
| 通年                       | 庚寅（27番目）の日から5日間 | 子の方へ         |
| 通年                       | 壬寅（39番目）の日から5日間 | 卯の方へ         |
| 春（立春から春の土用まで） | 乙卯（52番目）の日から5日間 | 卯の方へ         |
| 夏（立夏から夏の土用まで） | 丙午（43番目）の日から5日間 | 牛の方へ         |
| 秋（立秋から秋の土用まで） | 辛酉（58番目）の日から5日間 | 酉の方へ         |
| 冬（立冬から冬の土用まで） | 壬子（49番目）の日から5日間 | 子の方へ         |

（数字は甲子から数えた日数）
また春の丑の日、夏の申の日、秋の未の日、冬の酉の日は金神の間日（まび）として金神の方向を犯しても差し支えないとした。

## 大金神・姫金神
後に、金神に似た性格の大金神・姫金神という方位神が設けられた。それに伴い、元の金神は巡金神と呼ばれるようになった。
大金神・姫金神の在する方位は、その年の十二支によって変わる。大金神と姫金神は常に正反対の方位に在する。
| 十二支 | 大金神 | 姫金神 |
| ------ | ------ | ------ |
| 子年   | 酉     | 卯     |
| 丑年   | 戌     | 辰     |
| 寅年   | 亥     | 巳     |
| 卯年   | 子     | 午     |
| 辰年   | 丑     | 未     |
| 巳年   | 寅     | 申     |
| 午年   | 卯     | 酉     |
| 未年   | 辰     | 戌     |
| 申年   | 巳     | 亥     |
| 酉年   | 午     | 子     |
| 戌年   | 未     | 丑     |
| 亥年   | 申     | 寅     |

## 金神と宗教
白河天皇期に、陰陽家と対立する仕方で清原定俊が金神の忌を申し出たことが直接の起源とされる。
金神は人々に大変恐れられており、江戸時代の末には岡山県地方では、「金神封じ」と称して祈祷を行う修験者もいたり、後述するが、「出雲屋敷」と称して出雲の神々に家を供え、金神から守ってもらおうとした家も多数あったが、金神を強力な神として迎え信仰した者も多い。
確実に記録に残っているのは、現在の倉敷市船穂町の「堅磐谷の元金神」（現在の歳徳金神社）通称「堅磐谷の婆さん」と呼ばれた小野うたである。彼女は8人の子供の内7人まで亡くし、最後に残った娘・小野はるも盲目になり、今の倉敷市連島町の文十郎が金神を拝んでいると聞き、参詣し、金神信仰に入った。金神を祈祷して金神に抗議したところ、逆に金神が降臨し、その口を通じて金神が話をしたことから、信仰が始まったとされる。その後、祭典日には100人以上の参拝があり、門前に菓子屋などが建った。このように、「何々金神」と呼ばれる信仰者が多数生まれた。
その中でも、金神の祟りで幾度も転居を余儀なくされた香取繁右衛門（亀山の金神）と、その実兄であり金神七殺の祟りで家族を何人も失い自らも瀕死の大病になった川手文治郎（後に赤沢文治そして金光大神、大谷の金神）は、金神の啓示と自らの体験、例えば土地の主人である金神の留守を狙うような事をする人間に金神が祟るのは当たり前で、金神が巡って塞がりの土地は逆に金神に許しを得て使わせていただければよく、金神は昔から有る神であり、神として立て仰ぐ人間を待っていたと説き、それぞれ信仰すれば逆にすばらしい加護があったなどという信仰体験から金神信仰を一般化、体系化し、宗教化することにより、繁右衛門は香取金光教を、そして文治は金光教を啓いた。
また明治中頃、京都（綾部）の出口なおに神懸かりがあり、最も恐ろしいと言われる艮の金神の突然の降臨とその自動書記等の啓示により、金神こそがこの世の根本の神であり、世の立替えが起こり、改心・信仰すれば大きな恩恵が与えられると伝え、最初は金光教の傘下で活動したが、後に出口王仁三郎と共に大本を興した。
なお、先述のように、中国地方や全国の出雲大社の分社・講社・分祠等周辺には「出雲屋敷」と言う信仰がある。